# Pleiocardia foliosa
Pleiocardia foliosa là một loài thực vật có hoa trong họ Cải. Loài này được (Greene) Greene miêu tả khoa học đầu tiên năm 1904.